# Lissonota buolianae
Lissonota buolianae là một loài tò vò trong họ Ichneumonidae.